# Lill-Vinnestjärnen
Lill-Vinnestjärnen är en sjö i Umeå kommun i Västerbotten och ingår i Sävaråns huvudavrinningsområde.